# Copa de la Reina de hockey sobre patines 2012
La 7.ª edición de la Copa de la Reina se celebró en Reus los días 18 y 19 de febrero de 2012.
El campeón del torneo fue el Gijón HC, que derrotó al Reus Deportiu en semifinales y al CP Voltregà en la final. El conjunto asturiano se proclamó campeón de la Copa de la Reina por primera vez en su historia.

## Equipos participantes
Los tres primeros clasificados después de la primera vuelta de la OK Liga se clasificaron para el torneo, al igual que el Reus Deportiu, el anfitrión. 
| Pos | Equipo        | J  | G  | E | P | G.F. | G.C. | Pts |
| --- | ------------- | -- | -- | - | - | ---- | ---- | --- |
| 1   | CP Voltregà   | 13 | 12 | 1 | 0 | 54   | 15   | 37  |
| 2   | Gijón HC      | 13 | 8  | 2 | 3 | 35   | 21   | 26  |
| 3   | Girona CH     | 13 | 8  | 1 | 4 | 55   | 37   | 25  |
| 10  | Reus Deportiu | 13 | 4  | 5 | 4 | 38   | 32   | 17  |

## Resultados
|  | Semifinales   | Semifinales   |   |  | Final         | Final         |  |
|  | 18 de febrero | 18 de febrero |   |  | 19 de febrero | 19 de febrero |  |
|  |               |               |   |  |               |               |  |
|  |               |               |   |  |               |               |  |
|  | Reus Deportiu | 2             |   |  |               |               |  |
|  | Gijón HC      | 3             |   |  |               |               |  |
|  |               |               |   |  |               |               |  |
|  |               |               |   |  |               |               |  |
|  |               |               |   |  | Gijón HC      | 3             |  |
|  |               | CP Voltregà   | 2 |  |               |               |  |
|  |               |               |   |  |               |               |  |
|  |               |               |   |  |               |               |  |
|  |               |               |   |  | Tercer lugar  |               |  |
|  |               |               |   |  |               |               |  |
|  | CP Voltregà   | 5             |   |  |               |               |  |
|  | Girona CH     | 2             |   |  |               |               |  |